# 金剛鸚鵡
金剛鸚鵡（又叫，音译自英文macaw）是大型彩色的美洲鸚鵡，分類入鹦鹉科當中的6個屬：金剛鸚鵡屬、琉璃金剛鸚鵡屬、藍金剛鸚鵡屬、Orthopsittaca、Primolius、Diopsittaca。金剛鸚鵡是鸚鵡科中體型及翼展最大的鸚鵡，但不能飛行的鴞鸚鵡則比金剛鸚鵡重。
金剛鸚鵡的原生地位於森林，特別是墨西哥、中及南美洲的雨林。金剛鸚鵡經常群體行動，一群可高達30隻。金剛鸚鵡與其他鸚鵡的習性相似，牠們會用爪子抓食物吃，也會用鳥喙咬開堅硬的果殼。大部分的野生金剛鸚鵡正瀕臨絕種，故一些品種已開始有人工進行飼養。野生金剛鸚鵡一般可活30-40年，人工飼養的則可活長達60年。

## 狀況
大部分的野生金剛鸚鵡正瀕臨絕種，其中5個品種已經絕種，而斯皮克斯金剛鸚鵡（Spix's Macaw）很可能已經野外滅絕，而淺藍綠金剛鸚鵡（Glaucous Macaw）於20世紀只錄得2次可靠的發現紀錄，亦相信已經絕種。正加速的森林砍伐及鸟类贸易引起的非法捕捉活動正危害金剛鸚鵡的數目。

## 人工飼養

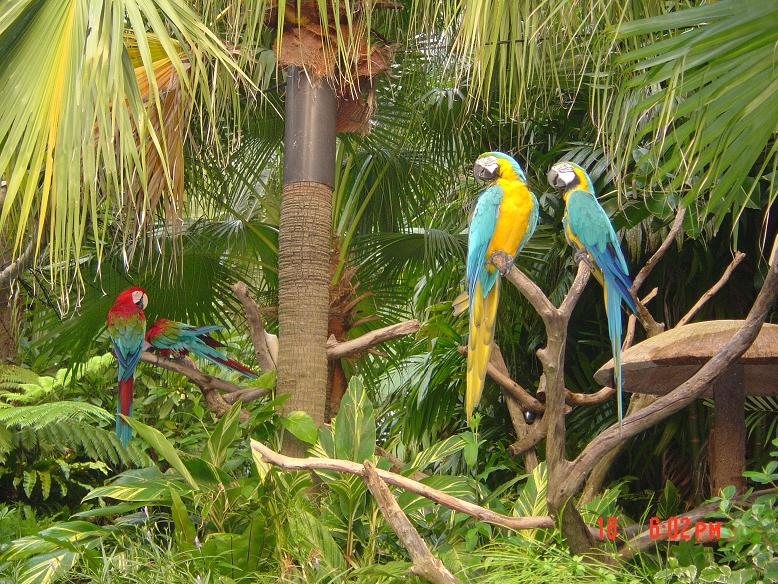
金刚鹦鹉

金剛鸚鵡吃果仁及果實，亦喜歡咬嚼不同的物件。牠們的行為顯示出高度的智力，而牠們需要持續的智力啟發（intellectual stimulation）才能滿足其天生的好奇心。
金剛鸚鵡的壽命約70至90歲。將金剛鸚鵡作寵物應視為終生承諾，因為金剛鸚鵡長壽，而且甚至可能比飼主長命。野外金剛鸚鵡實行一夫一妻制，終生只會有一個伴侶。而人工飼養的金剛鸚鵡則只會忠誠於其飼主。寵物金剛鸚鵡像人一樣需要恆常的互動、照料及愛心。缺乏關懷及照顧會導致心理及生理的痛苦，牠們可能會不再歌唱，或出現拔羽症等行為問題。
小孩在沒有成年人適當的指導下，不適宜接觸金剛鸚鵡。所有金剛鸚鵡都有強而有力的巨喙，可對小孩或成年人造成相當大的傷害。金剛鸚鵡是非常敏感的動物，需要受到尊重及悉心的照料。金剛鸚鵡的叫聲非常響亮，可傳到很遠的距離。所以，金剛鸚鵡是難以飼養的鳥類，飼養於家居之前必須慎重考慮。

### 食物
野外的鸚鵡通常會進食果實、種子及果仁，不同季節會有不同種類的食物供鸚鵡食用，因此，得到多種的食物及均衡的營養。但於人工飼養的環境下，飼主通常只給予葵花籽、花生，並不時給予蔬菜水果，但這樣並不能提供均衡及足夠的營養，長時間餵食會導致健康問題。

## 分類
- 琉璃金剛鸚鵡屬 Anodorhynchus
  - 淺藍綠金剛鸚鵡 或 灰綠金剛鸚鵡, Anodorhynchus glaucus（可能已絕種）
  - 紫藍金剛鸚鵡, Anodorhynchus hyacinthinus
  - 李爾氏金剛鸚鵡 或 青藍金剛鸚鵡, Anodorhynchus leari

- 藍金剛鸚鵡屬 Cyanopsitta
  - 斯皮克斯金剛鸚鵡, Cyanopsitta spixii （可能已野外絕種）

- 金剛鸚鵡屬 Ara
  - 藍黃金剛鸚鵡 或 琉璃金剛鸚鵡, Ara ararauna
  - 藍喉金剛鸚鵡, Ara glaucogularis
  - 軍艦金剛鸚鵡, Ara militaris
  - 大綠金剛鸚鵡, Ara ambiguus
  - 緋紅金剛鸚鵡, Ara macao
  - 綠翅金剛鸚鵡, Ara chloroptera
  - 紅額金剛鸚鵡, Ara rubrogenys
  - 栗額金剛鸚鵡, Ara severa
  - 多米尼克綠黃金剛鸚鵡 Ara atwoodi （已絕種）
  - 紅頭金剛鸚鵡 Ara erythrocephala （已絕種）
  - 牙買加紅鸚鵡 Ara gossei （已絕種）
  - 小安地列斯金剛鸚鵡 Ara guadeloupensis （已絕種）
  - 古巴紅金剛鸚鵡 或 三色金剛鸚鵡, Ara tricolor （已絕種）
  - 圣克洛伊金剛鸚鵡 Ara autocthones[1]

- Orthopsittaca
  - 紅腹金剛鸚鵡 Orthopsittaca manilata

- Primolius
  - 藍頭金剛鸚鵡, Primolius couloni
  - 藍翅金剛鸚鵡 或 伊力格氏金剛鸚鵡, Primolius maracana
  - 金領金剛鸚鵡, Primolius auricollis

- Diopsittaca
  - 紅肩金剛鸚鵡 或 漢氏金剛鸚鵡, Diopsittaca nobilis

## 圖集

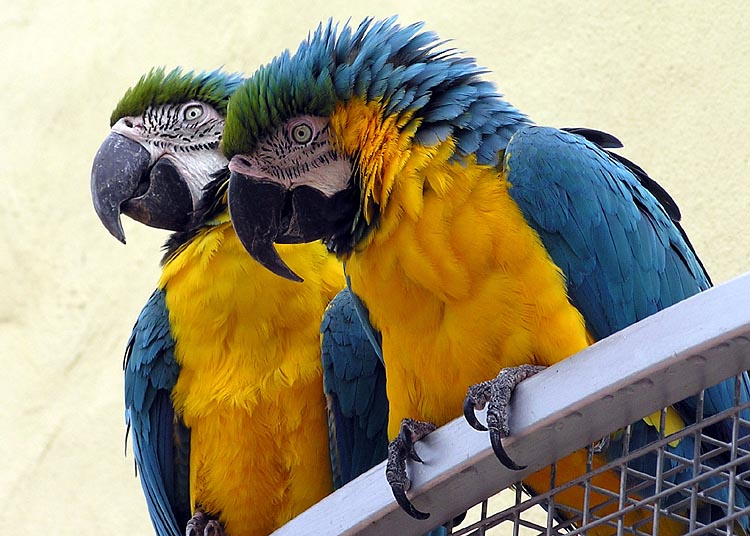
藍黃金剛鸚鵡 （Ara ararauna）
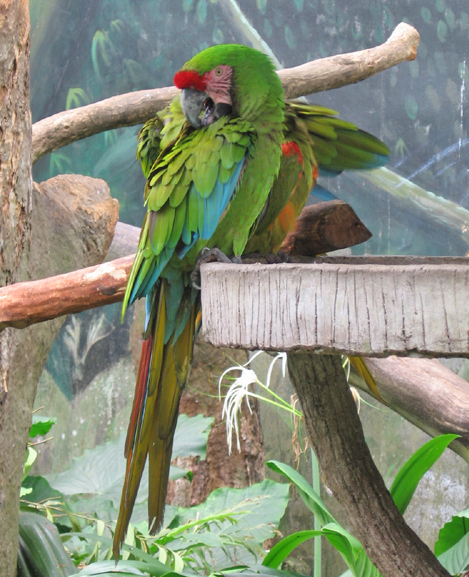
軍艦金剛鸚鵡 （Ara militaris）
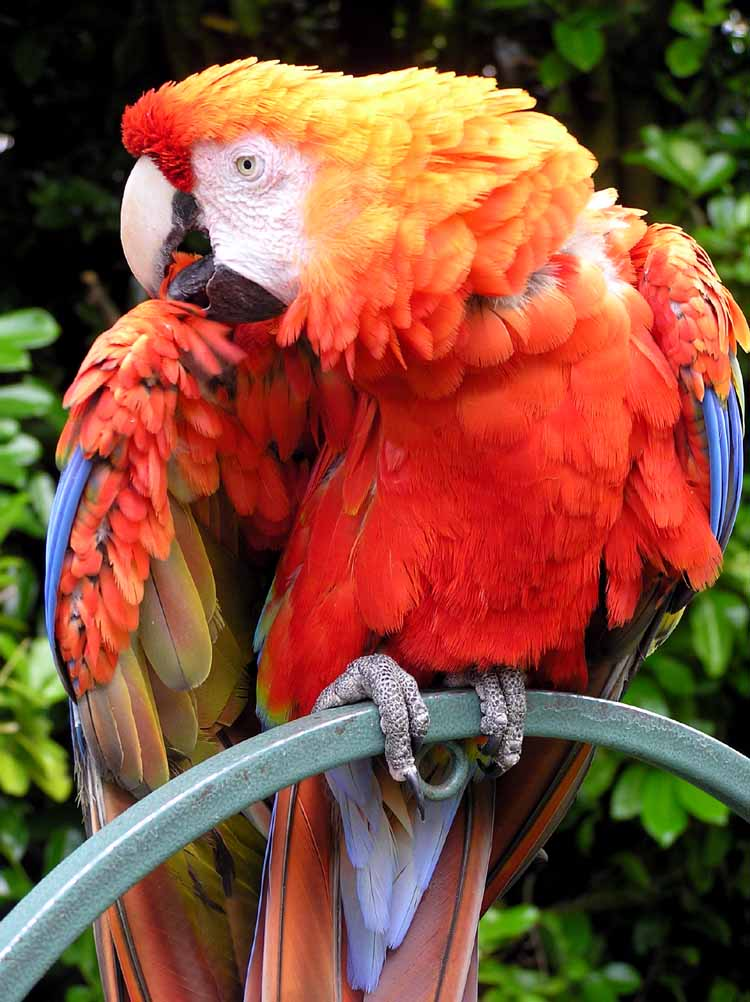
紅黃金剛鸚鵡